# Leptoscapha
Leptoscapha is een geslacht van uitgestorven weekdieren uit de klasse van de Gastropoda (slakken).

## Soorten
- Leptoscapha crassilabrum (Tate, 1889) †
- Leptoscapha variculosa (Lamarck, 1803) †